# Composizioni di Ludwig van Beethoven per numero d'opera

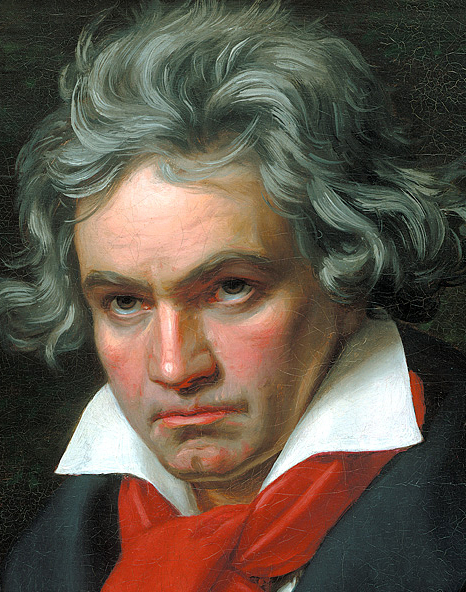
Beethoven nel 1820.

Lista delle composizioni di Ludwig van Beethoven (1770-1827), ordinate per numero d'opus.
Il catalogo delle opere di Beethoven fu iniziato dal compositore stesso e subì col tempo numerose aggiunte e modifiche, per un totale di 138 opere numerate tramite il numero d'opus direttamente dal compositore, o da altri immediatamente dopo la sua morte. A queste si aggiunsero successivamente le cosiddette "opere senza numero d'opus", identificate da un numero preceduto dalla sigla WoO, che sta per Werke ohne Opuszahlnummer (corrispondente tedesco di "opere senza numero d'opus").
La prima sistemazione del catalogo originario, e la classificazione delle opere WoO, è stata realizzata da Georg Kinsky (Das Werk Beethovens) e, nel 1955, dopo la sua morte, è stata ripresa dal suo collega Hans Halm. Il catalogo che ne è scaturito sarebbe a tutti gli effetti il catalogo principale delle opere di Beethoven, ma con il passare degli anni ne è divenuta quasi impossibile la sua  definitiva approvazione circa la sua presunta ufficialità, e viene comunemente detto Kinsky/Halm. I cataloghi beethoveniani storicamente accreditati sono, in ordine cronologico, i seguenti:
- Catalogo Nottebohm - Gustav Nottebohm, 1851-1868
- Catalogo Marx - Adolf Bernhard Marx, 1859, come appendice alla sua biografia, composizioni in ordine cronologico
- Catalogo Thayer - Alexander Wheelock Thayer, 1865, composizioni in ordine cronologico
- Catalogo Groove - Sir George Groove, 1911, segue i numeri di Opus fino al n. 138 e poi aggiunge i WoO numerandoli fino al n. 256
- Catalogo Bruers - Antonio Bruers, 1950, segue la numerazione del Groove, ma arriva fino al n. 350
- Catalogo Kinsky/Halm - Georg Kinsky e Hans Halm, 1955
- Catalogo Hess - Willy Hess, 1957, con 335 numeri di catalogo e 66 in appendice
- Catalogo Biamonti - Giovanni Biamonti, 1968, contiene anche abbozzi e frammenti, per un totale di oltre 849 numeri di catalogo

L'elenco che segue riporta le opere di Beethoven con la data di composizione tra parentesi, ordinate per numero.

## Lista delle composizioni

### Catalogo originale (Opus)
- op. 1: Tre trii per pianoforte, violino e violoncello
- op. 2: Tre sonate per pianoforte (Sonata n.1, Sonata n.2, Sonata n.3)
- op. 3: Trio per violino, viola e violoncello in Mi bemolle maggiore (prima del 1794)
- op. 4: Quintetto per 2 violini, 2 viole e violoncello (dall'ottetto Opus 103).
- op. 5: Due sonate per violoncello (1796)
- op. 6: Sonata in Re maggiore (1796-97)
- op. 7: Sonata n. 4 in Mi bemolle maggiore (1796-97)
- op. 8: Serenade per violino, viola e violoncello (1796-97)
- op. 9: Tre trii per violino, viola e violoncello (1797-98)
- op. 10: Tre sonate per pianoforte
- op. 11: Trio in Si bemolle maggiore per pianoforte, clarinetto (o violino) e violoncello (1797-98)
- op. 12: Tre sonate per violino (1797-98)
- op. 13: Sonata n. 8 in Do minore, "Pathétique" (1797-98)
- op. 14: Due sonate per pianoforte
- op. 15: Concerto per pianoforte e orchestra n. 1 in Do maggiore (1795, rivisto 1800)
- op. 16: Quintetto in Mi bemolle maggiore per pianoforte, oboe, clarinetto, fagotto e corno (1796)
- op. 17: Sonata in Fa maggiore per pianoforte e corno (aprile 1800)
- op. 18: Quartetti d'archi nn. 1-6
- op. 19: Concerto per pianoforte e orchestra n. 2 in Si bemolle maggiore (circa 1788-1801)
- op. 20: Settimino op. 20 in Mi bemolle maggiore per clarinetto, corno, fagotto, violino, viola, violoncello e contrabbasso (1799)
- op. 21: Sinfonia n. 1 in Do maggiore (1799-1800)
- op. 22: Sonata n. 11 in Si bemolle maggiore (1800)
- op. 23: Sonata per violino in La minore (1800)
- op. 24: Sonata per violino in Fa maggiore, "Frühlings-Sonate" ("La Primavera") (1800-01)
- op. 25: Serenata in Re maggiore per flauto, violino e viola (1801)
- op. 26: Sonata n. 12 in La bemolle maggiore (1800-01)
- op. 27: Due sonate per pianoforte (1801)
- op. 28: Sonata n. 15 in Re maggiore, "Pastorale" (1801)
- op. 29: Quintetto in Do maggiore per 2 violini, 2 viole e violoncello (1801)
- op. 30: Tre sonate per violino (1801-02)
- op. 31: Tre sonate per pianoforte (1802)
- op. 32: An die Hoffnung: "Die du so gern" (prima versione); (Christoph August Tiedge) (prima di marzo 1805)
- op. 33: 7 bagatelle: 1) in Mi bemolle maggiore, 2) in Do maggiore, 3) in Fa maggiore, 4) in La maggiore, 5) in Do maggiore, 6) in Re maggiore, 7) in La bemolle maggiore (1801-02)
- op. 34: 6 variazioni in Fa maggiore su un tema originale (1802)
- op. 35: 15 variazioni e fuga in Mi bemolle maggiore su un tema originale, "Eroica-Variationen" (1802)
- op. 36: Sinfonia n. 2 in Re maggiore (1801-02)
- op. 36a: Trio con pianoforte in Re maggiore, dalla Sinfonia n. 2 in Re maggiore (1805)
- op. 37: Concerto per pianoforte e orchestra n. 3 in Do minore (circa 1800-03)
- op. 38: Trio in Mi bemolle maggiore per pianoforte, clarinetto (o violino) e violoncello, dal Settetto op. 20 (1802-03)
- op. 39: 2 preludi su tutte le 12 tonalità maggiori per pianoforte od organo (1789?)
- op. 40: Romanza per violino e orchestra n. 1 in Sol maggiore (1800-02)
- op. 41: Serenata per pianoforte e flauto (o violino), dalla Serenata per flauto, violino e viola, opus 25.
- op. 42: Notturno in re maggiore per pianoforte e viola, dalla Serenata per violino, viola e violoncello, opus 8.
- op. 43: Die Geschöpfe des Prometheus (1800-01)
- op. 44: 14 variazioni in Mi bemolle maggiore su un tema da Das rote Käppchen di Dittersdorf (abbozzato 1792; data completamento sconosciuta)
- op. 45: 3 marce: 1) in Do maggiore, 2) in Mi bemolle maggiore, 3) in Re maggiore (1803)
- op. 46: Adelaide: "Einsam wandelt dein Freund" (Friedrich von Matthisson) (1795 o 1796)
- op. 47: Sonata per violino in La maggiore, "Kreutzer-Sonate" (1802-03)
- op. 48: 6 lieder (Christian Fürchtegott Gellert) (prima di marzo 1802)
- op. 49: Due sonate per pianoforte
- op. 50: Romanza per violino e orchestra n. 2 in Fa maggiore (circa 1798)
- op. 51: Due rondò
- op. 52: 8 lieder (1790-96?; completati 1803-05)
- op. 53: Sonata n. 21 in Do maggiore, "Waldstein-Sonate" (1803-04)
- op. 54: Sonata n. 22 in Fa maggiore (1804)
- op. 55: Sinfonia n. 3 in Mi bemolle maggiore, "Eroica" (1803)
- op. 56: Concerto in Do maggiore per pianoforte, violino, violoncello, orchestra, "Tripelkonzert" (1804-05)
- op. 57: Sonata n. 23 in Fa minore, "Appassionata" (1804-05)
- op. 58: Concerto per pianoforte e orchestra n. 4 in Sol maggiore (1804-06/07)
- op. 59: Quartetti d'archi nn. 7-9 (1806)
- op. 60: Sinfonia n. 4 in Si bemolle maggiore (1806)
- op. 61: Concerto per violino e orchestra in Re maggiore (1806)
- op. 61a: Trascrizione per pianoforte della parte del violino nel Concerto op. 61
- op. 62: Coriolan (1807)
- op. 63: Trio per pianoforte, violino e violoncello (riduzione, fatta da altri, del Quintetto d'archi opus 4)
- op. 64: Sonata per Pianoforte e Violoncello (trascrizione apocrifa dal Trio d'archi opus 3, ma approvata dall'autore)
- op. 65: "Ah! perfido!, scena e aria per soprano e orchestra (Pietro Metastasio, scena; anonimo, aria) (22 dicembre 1808 al Theater an der Wien)
- op. 66: 12 variazioni in Fa maggiore su "Ein Mädchen oder Weibchen" da Die Zauberflöte di Mozart (?1796)
- op. 67: Sinfonia n. 5 in Do minore (1807-08)
- op. 68: Sinfonia n. 6 in Fa maggiore, "Pastorale" (1808)
- op. 69: Sonata per violoncello in La maggiore (1807-08)
- op. 70: Due trii con pianoforte (1808)
- op. 71: Sestetto in Mi bemolle maggiore per 2 clarinetti, 2 corni e 2 fagotti (tra il 1792 e il 1796)
- op. 72: Fidelio (1804-05) -Leonore/Leonore II/Leonore III
- op. 73: Concerto per pianoforte e orchestra n. 5 in Mi bemolle maggiore (1809)
- op. 74: Quartetto d'archi n.10 in Mi bemolle maggiore, "Harfenquartett" (1809)
- op. 75: 6 Gesänge (1809)
- op. 76: 6 variazioni in Re maggiore su un tema originale (1809)
- op. 77: Fantasia in Sol minore (1809)
- op. 78: Sonata n. 24 in Fa diesis maggiore (1809)
- op. 79: Sonata n. 25 in Sol maggiore (1809)
- op. 80: Fantasia in Do minore per pianoforte, coro e orchestra "Chorfantasie": "Schmeichelnd hold" (Cristoph Kuffner?) (dicembre 1808, rivisto 1809)
- op. 81a: Sonata n. 26 in Mi bemolle maggiore, "Les Adieux" (1809-10)
- op. 81b: Sestetto in Mi bemolle maggiore per 2 corni, 2 violini, viola e violoncello (?1795)
- op. 82: 4 ariette e un duo (1809-10)
- op. 83: 3 Gesänge (Goethe) (1810)
- op. 84: Musica per Egmont di Goethe (1809-10)
- op. 85: Christus am Ölberge, oratorio per soprano, tenore, basso, coro e orchestra (Franz Xaver Huber) (inizio 1803, rivisto 1804)
- op. 86: Messa in Do maggiore per soprano, contralto, tenore, basso, coro e orchestra (estate 1807)
- op. 87: Trio in Do maggiore per 2 oboi e corno inglese (?1795)
- op. 88: Vita felice: "Beato quei che fido amor" (anon.) (1803)
- op. 89: Polacca in Do maggiore (1814)
- op. 90: Sonata n. 27 in Mi minore (1814)
- op. 91: Wellingtons Sieg (1813)
- op. 92: Sinfonia n. 7 in La maggiore (1811-12)
- op. 93: Sinfonia n. 8 in Fa maggiore (1812)
- op. 94: An die Hoffnung: "Ob ein Gott sei?" (seconda versione); (Johann August Tiedge) (1815)
- op. 95: Quartetto d'archi n. 11 in Fa minore, "Quartetto serioso" (1810(-11?))
- op. 96: Sonata per violino in Sol maggiore (1812; probabilmente rivista 1814-15)
- op. 97: Trio con pianoforte in Si bemolle maggiore, "Erzherzogs-Trio" ("Arciduca") (1810-11)
- op. 98: An die ferne Geliebte (Alois Jeitteles) (aprile 1816)
- op. 99: Der Mann von Wort: "Du sagtest, Freund" (Friederich August Kleinschmid) (estate 1816)
- op. 100: "Merkenstein" duo (seconda versione); (Johann Baptist Rupprecht) (1815)
- op. 101 Sonata n. 28 in La maggiore (1816)
- op. 102: Sonate per violoncello (1815)
- op. 103: Ottetto per 2 oboi, 2 clarinetti, 2 corni e 2 fagotti (prima del novembre 1792 a Bonn, rivisto circa 1793 a Vienna)
- op. 104: Quintetto d'archi in Do minore
- op. 105: Sei arie con variazioni per pianoforte e flauto (o violino)
- op. 106: Sonata n. 29 in Si bemolle maggiore, "Hammerklavier-Sonate" (1817-18)
- op. 107: Dieci arie con variazioni per pianoforte e flauto (o violino)
- op. 108: 25 canzoni scozzesi
- op. 109: Sonata n. 30 in Mi maggiore (1820)
- op. 110: Sonata n. 31 in La bemolle maggiore (1821-22)
- op. 111: Sonata n. 32 in Do minore (1821-22)
- op. 112: Meeresstille und glückliche Fahrt per coro e orchestra: "Tiefe Stille herrscht im Wasser" (Goethe) (1814-15)
- op. 113: Musica per Die Ruinen von Athen di Kotzebue per basso, coro e orchestra (1811)
- op. 114: Marcia con coro, da "Le rovine di Atene", per "La consacrazione della casa" (1822)
- op. 115: Zur Namensfeier (1814-1815)
- op. 116: "Tremate, empi, tremate", trio per soprano, tenore, basso e orchestra (Giovanni de Gamerra) (1802)
- op. 117: Musica per König Stephan di Kotzebue (1811)
- op. 118: Elegischer Gesang per coro a quattro voci miste e quartetto d'archi: "Sanft, wie du lebtest" (Ignaz Franz Castelli) (luglio 1814)
- op. 119: 11 bagatelle: 1) in Sol minore, 2) in Do maggiore, 3) in Re maggiore, 4) in La maggiore, 5) in Do minore, 6) in Sol maggiore, 7) in Do maggiore, 8) in Do maggiore, 9) in La minore, 10) in La maggiore, 11) in Si bemolle maggiore (terminate 1822)
- op. 120: 33 variazioni in Do maggiore su un valzer di Diabelli (1819-23)
- op. 121a: Variazioni in Sol maggiore sul lied "Ich bin der Schneider Kakadu" di Wenzel Müller (1803?, rivisto 1816)
- op. 121b: Opferlied per soprano, coro e orchestra: "Die Flamme lodert" (Friedrich von Matthisson) (1822, rivisto 1824)
- op. 122: Bundeslied per soprano, contralto, coro femminile, 2 clarinetti, 2 corni e 2 fagotti: "In allen guten Stunden" (Goethe) (1822, rivisto 1824)
- op. 123: Missa solemnis in Re maggiore per soprano, contralto, tenore, basso, coro, orchestra e organo (1819-23)
- op. 124: Ouverture "La consacrazione della casa" (Die Weihe des Hauses) (1822)
- op. 125: Sinfonia n. 9 in Re minore (1823-24)
- op. 126: 6 bagatelle
- op. 127: Quartetto d'archi n. 12 in Mi bemolle maggiore (1822, 1824-25)
- op. 128: Ariette (Der Kuss): "Ich war bei Chloen ganz allein" (Christian Felix Weise) (1798/1822)
- op. 129: Rondò a capriccio in Sol maggiore, "Die Wut über den verlornen Groschen" (1795)
- op. 130: Quartetto d'archi n. 13 in Si bemolle maggiore (1825-26)
- op. 131: Quartetto d'archi n. 14 in Do diesis minore (1825-26)
- op. 132: Quartetto d'archi n 15 in La minore (1824?-25)
- op. 133: Grosse Fuge in Si bemolle maggiore (1825-26)
- op. 134: Große Fuge in Si bemolle maggiore op. 133, arrangiamento per pianoforte (1826)
- op. 135: Quartetto d'archi n.16 in Fa maggiore (1826)
- op. 136: Der glorreiche Augenblick, per 2 soprani, tenore, basso, coro e orchestra: "Europa steht" (Aloys Weissenbach) (autunno 1814)
- op. 137: Fuga in Re maggiore per 2 violini, 2 viole e violoncello (novembre 1817)
- op. 138: Ouverture Leonore I, per orchestra (1805)

### Opere senza numero (WoO)
- WoO 1: Ritterballett (1790-91)
- WoO 2a: Triumphmarsch in Do maggiore per Tarpeja (1813)
- WoO 2b: Zwischenaktmusik (Entr'acte) in Re maggiore per Leonore (1805)
- WoO 3: Gratulations-Menuett in Mi bemolle maggiore (1822)
- WoO 4: Concerto "n. 0" per pianoforte (solo la parte per pianoforte, con indicazioni orchestrali) in Mi bemolle maggiore (1784)
- WoO 5: Concerto per violino (frammento) in Do maggiore (1790-92)
- WoO 6: Rondò in Si bemolle maggiore per pianoforte, orchestra (1793)
- WoO 7: 12 minuetti (1795)
- WoO 8: 12 danze tedesche (1795)
- WoO 9: 6 minuetti per 2 violini e basso (1795) (autenticità non pienamente confermata)
- WoO 10: 6 minuetti: 1) in Do maggiore, 2) in Sol maggiore, 3) in Mi bemolle maggiore, 4) in Si bemolle maggiore, 5) in Re maggiore, 6) in Do maggiore (1795) (versione originale per orchestra perduta, resta solo la riduzione per pianoforte)
- WoO 11: 7 Ländler in Re maggiore (1799) (versione originale per 2 violini e violoncello perduta, resta solo la riduzione per pianoforte)
- WoO 12: 12 Minuetti per orchestra (1799) (spuri, in realtà di Carl van Beethoven)
- WoO 13: 12 danze tedesche: 1) in Re maggiore, 2) in Si bemolle maggiore, 3) in Sol maggiore, 4) in Re maggiore, 5) in Fa maggiore, 6) in Si bemolle maggiore, 7) in Re maggiore, 8) in Sol maggiore, 9) in Mi bemolle maggiore, 10) in Do maggiore, 11) in La maggiore, 12) in Re maggiore (ca. 1792-97) (versione originale per orchestra perduta, resta solo la riduzione per pianoforte)
- WoO 14: 12 contraddanze (circa 1791-1801):
- WoO 15: 6 Ländler per 2 violini e basso (1802)
- WoO 16: 12 Scozzesi per orchestra (1806) (fraudolenti)
- WoO 17: 11 "Mödlinger Tänze" per 2 clarinetti, 2 corni, 2 violini e contrabbasso (1819) (probabilmente spurie)
- WoO 18: Marcia in Fa maggiore, "York'scher Marsch" (1809, rivisto 1810)
- WoO 19: Marcia in Fa maggiore (giugno 1810)
- WoO 20: Marcia e trio in Do maggiore "Zapfenstreich" (marcia: 1809/10?; trio: circa 1822)
- WoO 21: Polacca in Re maggiore (1810)
- WoO 22: Ecossaise in Re maggiore (1809/10?)
- WoO 23: Ecossaise in Sol maggiore (1810) (versione originale per fiati perduta, resta solo la riduzione per pianoforte di Carl Czerny)
- WoO 24: Marcia in Re maggiore (giugno 1816)
- WoO 25: Rondò in Mi bemolle maggiore per 2 oboi, 2 clarinetti, 2 fagotti e 2 corni (1793)
- WoO 26: Duo in Sol maggiore per 2 flauti (agosto 1792)
- WoO 27: Tre duetti per clarinetto e fagotto (dubbi)
- WoO 28: Variazioni in Do maggiore su "Là ci darem la mano" dal Don Giovanni di Mozart per 2 oboi e corno inglese (?1795)
- WoO 29: Marcia in Si bemolle maggiore per 2 clarinetti, 2 corni e 2 fagotti (1797-98)
- WoO 30: 3 eguali per 4 tromboni
- WoO 31: Fuga in Re maggiore per organo (1783)
- WoO 32: Duo in Mi bemolle maggiore per viola e violoncello "con due paia di occhiali obbligati" (Duett mit 2 obligaten Augengläsern, 1796-97)
- WoO 33: 5 pezzi per Flötenuhr
  - 1) Adagio in Fa maggiore (1799)
  - 2) Scherzo in Sol maggiore (1799-1800)
  - 3) Allegro in Sol maggiore (ca. 1799?)
  - 4) Allegro in Do maggiore (1794?)
  - 5) Allegretto in Do maggiore (1794?)
- WoO 34: Duo in La maggiore per 2 violini (aprile 1822)
- WoO 35: Canone in La maggiore per 2 violini (agosto 1825)
- WoO 36: Tre quartetti (1785)
- WoO 37: Trio in Sol maggiore per pianoforte, flauto e fagotto (1786)
- WoO 38: Trio con pianoforte in Mi bemolle maggiore (?1791)
- WoO 39: Allegretto in Si bemolle maggiore (giugno 1812)
- WoO 40: 12 variazioni in Fa maggiore per violino e pianoforte su "Se vuol ballare" da Le nozze di Figaro di Mozart
- WoO 41: Rondò in Sol maggiore per violino e pianoforte (1793-94)
- WoO 42: 6 danze tedesche per violino e pianoforte (1796)
- WoO 43a: Sonatina in Do minore per mandolino e clavicembalo (febbraio-aprile 1796)[1]
- WoO 43b: Adagio in Mi bemolle maggiore per mandolino e clavicembalo (febbraio-aprile 1796)
- WoO 44a: Sonatina in Do maggiore per mandolino e clavicembalo (febbraio-aprile 1796)
- WoO 44b: Andante con variazioni in Re maggiore per mandolino e clavicembalo (febbraio-aprile 1796)
- WoO 45: 12 variazioni in Sol maggiore per violoncello e pianoforte su un tema da Judas Maccabaeus di Händel (1796)
- WoO 46: 7 variazioni in Mi bemolle maggiore per violoncello e pianoforte su "Bei Männern" da Die Zauberflöte di Mozart (1801)
- WoO 47: Tre sonate per pianoforte (1783?)
- WoO 48: Rondò in Do maggiore (1783)
- WoO 49: Rondò in La maggiore (1783?)
- WoO 50: Due movimenti di sonata in Fa maggiore (circa 1790-92)
- WoO 51: Sonata in Do maggiore (1791-98?)
- WoO 52: Presto in Do minore (ca. 1795, rivisto 1798 e 1822)
- WoO 53: Allegretto in Do minore (1796-97)
- WoO 54: "Lustig - traurig" in Do maggiore e minore (1802?)
- WoO 55: Preludio in Fa minore (ca. 1803)
- WoO 56: Allegretto in Do maggiore (1803, rivisto 1822)
- WoO 57: Andante in Fa maggiore, "Andante favori" (1803)
- WoO 58: 2 Cadenze per il concerto per pianoforte in Re minore K 466 di Mozart (1809?)
- WoO 59: Bagatella in La minore, "Für Elise" (1808 o 1810)
- WoO 60: Bagatella in Si bemolle maggiore (1818)
- WoO 61: Allegretto in Si minore (1821)
- WoO 61a: Allegretto quasi Andante in Sol minore (1825)
- WoO 62: Klavierstück per pianoforte "Letzter musikalischer Gedanke".
- WoO 63: 9 variazioni in Do minore su una marcia di Dressler (1782)
- WoO 64: 6 variazioni in Fa maggiore per pianoforte o arpa su una canzone svizzera (circa 1790-92)
- WoO 65: 24 variazioni in Re maggiore su "Venni Amore" di Righini da Das rote Käppchen di Dittersdorf (circa 1790-91)
- WoO 66: 13 variazioni in La maggiore su "Es war einmal ein alter Mann" (1792)
- WoO 67: 8 variazioni in Do maggiore su un tema del conte von Waldstein (1792?)
- WoO 68: 12 variazioni in Do maggiore sul "Menuett à la Viganò" da Le nozze disturbate di Haibel (1795)
- WoO 69: 9 variazioni in La maggiore su "Quant'è più bello" da La molinara di Paisiello (1795)
- WoO 70: 6 variazioni in Sol maggiore su "Nel cor più non mi sento" da La molinara di Paisiello (1795)
- WoO 71: 12 variazioni in La maggiore sulla danza russa Das Waldmädchen di Wranitzky (1796-97)
- WoO 72: 8 variazioni in Do maggiore su "Une fièvre brûlante" da Cœur-de-lion di Grétry (1795?)
- WoO 73: 10 variazioni in Si bemolle maggiore su "La stessa, la stessissima" da Falstaff di Salieri (1799)
- WoO 74: 6 variazioni su "Ich denke dein" (1799, rivisto 1803)
- WoO 75: 7 variazioni in Fa maggiore su "Kind, willst du ruhig schlafen" da Das unterbrochene Opferfest di Winter (1799)
- WoO 76: 6 variazioni in Fa maggiore su "Tändeln und scherzen" da Soliman II di Süssmayr (1799)
- WoO 77: 6 variazioni in Sol maggiore su un tema originale (1800)
- WoO 78: 7 variazioni in Do maggiore su "God Save the King" (1802-03)
- WoO 79: 5 variazioni in Re maggiore su "Rule, Britannia" da Alfred di Arne (1803)
- WoO 80: 32 variazioni in Do minore su un tema originale (1806)
- WoO 81: Allemande in La maggiore (ca. 1793, rivista 1822)
- WoO 82: Minuetto in Mi bemolle maggiore (ca. 1803)
- WoO 83: 6 scozzesi in Mi bemolle maggiore (ca. 1806)
- WoO 84: Valzer in Mi bemolle maggiore (1824)
- WoO 85: Valzer in Re maggiore (1825)
- WoO 86: Ecossaise in Mi bemolle maggiore (1825)
- WoO 87: Trauerkantate auf den Tod Kaiser Josephs II. per soprano, contralto, tenore, basso, coro e orchestra: "Tot! Tot!" (Severin Anton Averdonk) (marzo 1790)
- WoO 88: Kantate auf die Erhebung Leopolds II. zur Kaiserwürde per soprano, contralto, tenore, basso, coro e orchestra: "Er schlummert" (Severin Anton Averdonk) (settembre-ottobre 1790)
- WoO 89: Prüfung des Küssens, aria per basso e orchestra: "Meine weise Mutter spricht" (anon.) (1791-92?)
- WoO 90: "Mit Mädeln sich vertragen", aria per basso e orchestra (Goethe) (1791-92?)
- WoO 91: 1) "O welch ein Leben", 2) "Soll ein Schuh nicht drücken", 2 arie per il Singspiel di Umlauf Die schöne Schusterin (ca. 1795)
- WoO 92: "Primo Amore", scena e aria per soprano e orchestra (anon.) (1791-92)
- WoO 92a: "No, non turbarti", scena e aria per soprano e orchestra (Metastasio) (inizio 1802)
- WoO 93: "Ne' giorni tuoi felici", duo per soprano, tenore e orchestra (Metastasio) (fine 1802)
- WoO 94: "Germania", Finale per Die gute Nachricht di Treitschke per basso, coro e orchestra (1814)
- WoO 95: Chor auf die verbündeten Fürsten per coro e orchestra: "Ihr weisen Gründer" (Carl Bernard) (settembre 1814)
- WoO 96: Leonore Prohaska, musica per il dramma di Duncker (1815)
- WoO 97: "Es ist vollbracht", finale per Die Ehrenpforten di Treitschke per basso, coro e orchestra (1815)
- WoO 98: "Wo sich die Pulse jugendlich jagen" coro, con solo di soprano ed orchestra per le musiche di scena "Die Weihe des Hauses" (1822)
- WoO 99: Mehrstimmige Gesänge (ensemble vocale) (Metastasio) (1801-03)
- WoO 100: Lob auf den Dicken, scherzo musicale per tenore, 2 bassi e coro: "Schuppanzigh ist ein Lump" (testo: Beethoven?) (fine 1801)
- WoO 101: Graf, Graf, liebster Graf..., scherzo musicale, trio (testo: Beethoven) (autunno 1802)
- WoO 102: Abschiedsgesang per tenore e 2 bassi: "Die Stunde schlägt" (Joseph von Seyfried) (maggio 1814)
- WoO 103: Cantata campestre, per soprano, 2 tenori, basso e pianoforte: "Un lieto brindisi" (Clemente Bondi) (giugno 1814)
- WoO 104: Gesang der Mönche da Wilhelm Tell'di Schiller per tenore e 2 bassi: "Rasch tritt der Tod den Menschen an" (maggio 1817)
- WoO 105: Hochzeitslied per basso, coro e pianoforte: "Auf, Freunde, singt dem Gott" (Anton Joseph Stein) (gennaio 1819)
- WoO 106: Lobkowitz-Kantate per soprano, coro e pianoforte: "Es lebe unser teurer Fürst" (testo: Beethoven?) (aprile 1823)
- WoO 107: Schilderung eines Mädchens: "Schildern, willst du, Freund" (anon.) (1782)
- WoO 108: An einen Säugling: "Noch weisst du nicht, wes Kind du bist" (Johann von Döring) (1783)
- WoO 109: Trinklied: "Erhebt das Glas" (anon.) (1791 o 1792)
- WoO 110: Elegie auf den Tod eines Pudels: "Stirb immerhin" (anon.) (?)
- WoO 111: Punschlied: "Wer nicht, wenn warm" (anon.) (1791 o 1792)
- WoO 112: An Laura: "Freud' umblühe dich" (Friedrich von Matthisson) (1792)
- WoO 113: Klage: "Dein Silber schien durch Eichengrün" (Ludwif Hölty) (1790)
- WoO 114: Selbstgespräch: "Ich, der mit flatterndem Sinn" (Johann Wilhem Ludwig Gleim) (1793)
- WoO 115: An Minna: "Nur bei dir, an deinem Herzen" (anon.) (circa 1792)
- WoO 116 (Hess 129/130): "Que le temps me dure" (Rousseau), 2 versioni (1793)
- WoO 117: Der freie Mann: "Wer ist ein freier Mann" (Gottlieb Conrad Pfeffel) (1794 o 1795)
- WoO 118: Seufzer eines Ungeliebten: "Hast du nicht Liebe zugemessen"; Gegenliebe: "Wüsst' ich, wüsst ich" (Gottfried August Bürger) (1794 o 1795)
- WoO 119: "O care selve" (Metastasio) (1794 o 1795)
- WoO 120: "Man strebt, die Flamme zu verhehlen" (anon.) (1800 o 1802)
- WoO 121: Abschiedsgesang an Wiens Bürger: "Keine Klage soll erschallen" (Josef Friedelberg) (novembre 1796)
- WoO 122: Kriegslied der Österreicher: "Wir streiten nicht für Ruhm und Sold" (Josef Friedelberg) (aprile 1797)
- WoO 123: Zärtliche Liebe: "Ich liebe dich" (Karl Friedrich Wilhelm Herrosee) (1795)
- WoO 124: La partenza: "Ecco quel fiero istante" (Metastasio) (1795)
- WoO 125: La tiranna: "Ah grief to think" (William Wennington) (1798-99)
- WoO 126: Opferlied: "Die Flamme lodert" (Friedrich von Matthisson) (1798)
- WoO 127: Neue Liebe, neues Leben: "Herz, mein Herz" (prima versione); (Goethe) (1798-99)
- WoO 128: "Plaisir d'aimer": (1799)
- WoO 129: Der Wachtelschlag: "Ach, wie schallt's dorten" (Samuel Friedrich Sauter) (prima di settembre 1803)
- WoO 130: "Gedenke mein (anon.) (ca. 1820)
- WoO 131: Erlkönig: Wer reitet so spat durch Nacht und Wind?, lied, per voce e pianoforte.(Frammento)
- WoO 132: Als die Geliebte sich trennen wollte: "Der Hoffnung letzter Schimmer sinkt dahin" (Stephan von Breuning) (dopo di maggio 1806)
- WoO 133: "In questa tomba oscura" (Giuseppe Carpani) (1807)
- WoO 134: Sensucht: "Nur wer die Sehnsucht kennt" (Goethe), 4 versioni (1807-08)
- WoO 135: Die laute Klage: "Turteltaube, du klagest so laut" (Johann Gottfried Herder) (1814-15)
- WoO 136: Andenken: "Ich denke dein" (Friedrich von Matthisson) (1808)
- WoO 137: Gesang aus der Ferne: "Als mir noch die Träne" (seconda versione); (Christian Ludwig Reissig) (1809)
- WoO 138: Der Jüngling in der Fremde: "Der Frühling entblühet" (Christian Ludwig Reissig) (1809)
- WoO 139: Der Liebende: "Welch ein wunderbares Leben" (Christian Ludwig Reissig) (1809)
- WoO 140: An die Geliebte: "O dass ich dir vom stillen Auge" (Johann Ludwig Stoll), 2 versioni (1811)
- WoO 141: Der Gesang der Nachtigall: "Höre, die Nachtigall singt" (Johann Gottfried Herder) (giugno 1813)
- WoO 142: Der Bardengeist: "Dort auf dem hohen Felsen" (Franz Rudolph Hermann) (novembre 1813)
- WoO 143: Des Kriegers Abschied: "Ich zieh' ins Feld" (Christian Ludwig Reissig) (1814)
- WoO 144: "Merkenstein" (prima versione); (Johann Baptist Rupprecht) (1814)
- WoO 145: Das Geheimnis: "Wo blüht das Blümchen" (Ignaz con Wessenberg) (1815)
- WoO 146: Sehnsucht: "Die stille Nacht umdunkelt" (Christian Ludwig Reissig) (fine 1816)
- WoO 147: Ruf vom Berge: "Wenn ich ein Vöglein wär" (Friedrich Treitschke) (dicembre 1816)
- WoO 148: So oder so: "Nord oder Süd" (Karl Lappe) (1816-17)
- WoO 149: Resignation: "Lisch aus, mein Licht" (Graf/Count Paul von Haugwitz) (inverno 1817)
- WoO 150: Abendlied unterm gestirnten Himmel: "Wenn die Sonne nieder sinket" (Heinrich Goeble) (marzo 1820)
- WoO 151: "Der edle Mensch" (Goethe) (1823)
- WoO 152: 25 canzoni irlandesi
- WoO 153: 20 canzoni irlandesi
- WoO 154: 12 canzoni irlandesi
- WoO 155: 26 canzoni gallesi
- WoO 156: 12 canzoni scozzesi
- WoO 157: 12 canzoni di varie nazionalità
- WoO 158a: 23 canzoni di varie nazionalità
- WoO 158b: 7 canzoni britanniche
- WoO 158c: 6 canzoni di varie nazionalità
- WoO 159: "Im Arm der Liebe" (a 3) (ca. 1795)
- WoO 160: Canoni vocali - 1) O care selve o cara felice libertà. 2)  A quattro voci senza testo
- WoO 161: "Edwig dein" (a 3) (1811?)
- WoO 162: "Ta ta ta…", canone a 4 voci, per Johann Nepomuk Mälzel (1812) (apocrifo, composto da Anton Schindler).
- WoO 163: "Kurz ist der Schmerz" (a 3, testo: Schiller) (novembre 1813)
- WoO 164: "Freundschaft ist die Quelle" (a 3) (settembre 1814)
- WoO 165: "Glück zum neuen Jahr" (a 4) (gennaio 1815)
- WoO 166: "Kurz ist der Schmerz" (a 3) (marzo 1815)
- WoO 167: "Brauchle, Linke" (a 3) (ca. 1815)
- WoO 168: 2 canoni: "Das Schweigen" (Rätselkanon), "Das Reden" (a 3) (gennaio 1816)
- WoO 169: "Ich küsse Sie" (Rätselkanon) (estate 1819)
- WoO 170: "Ars longa, vita brevis" (a 2) (aprile 1816)
- WoO 171: "Glück fehl' dir vor allem" (a 4) (1795) (apocrifo, composto da Michael Haydn).
- WoO 172: "Ich bitt' dich" (a 3) (ca. 1818?)
- WoO 173: "Hol' euch der Teufel" (Rätselkanon) (estate 1819)
- WoO 174: "Glaube und hoffe" (a 4) (settembre 1819)
- WoO 175: "Sankt Petrus war ein Fels" (Rätselkanon) (ca. gennaio 1820)
- WoO 176: "Glück, Glück zum neuen Jahr" (a 3) (dicembre 1819)
- WoO 177: "Bester Magistrat" (a 4 con basso) (ca. 1820)
- WoO 178: "Signor Abate" (a 3) (ca. 1820?)
- WoO 179: "Alles Gute" (a 4) (dicembre 1819)
- WoO 180: "Hoffmann, sei jakein Hofmann" (a 2) (marzo 1820)
- WoO 181: Canoni: 1) "Gedenket heute an Baden" a 4 voci; 2) "Gehabt euch wohl" a 4 voci; 3)"Tugend ist kein leerer Name" a 3 voci
- WoO 182: "O Tobia" (a 3) (settembre 1821)
- WoO 183: "Bester Herr Graf" (a 4) (febbraio 1823)
- WoO 184: "Falstafferel, lass dich sehen" (a 5) (aprile 1804)
- WoO 185: "Edel sei der Mensch" (a 6, testo: Goethe), 2 versioni (ca. maggio 1823)
- WoO 186: "Te solo adoro" (a 2) (giugno 1824)
- WoO 187: "Schwenke dich ohne Schwänke" (a 4) (novembre 1824)
- WoO 188: "Gott ist eine feste Burg" (a 2) (gennaio 1825)
- WoO 189: "Doktor, sperrt das Tor" (a 4) (maggio 1825)
- WoO 190: "Ich war hier, Doktor" (a 2) (giugno 1825)
- WoO 191: "Kühl, nicht lau" (a 3) (settembre 1825)
- WoO 192: "Ars longa, vita brevis" (Rätselkanon) (settembre 1825)
- WoO 193: "Ars longa, vita brevis" (Rätselkanon) (ca. 1825?)
- WoO 194: "Si non per portas" (Rätselkanon)) (settembre 1825)
- WoO 195: "Freu dich des Lebens" (a 2) (dicembre 1825)
- WoO 196: "Es muss sein" (a 4) (ca. luglio 1826)
- WoO 197: "Da ist das Werk" (a 4) (settembre 1826)
- WoO 198: "Wir irren allesamt" (Rätselkanon) (dicembre 1826)
- WoO 199:  "Ich bin der Herr von zu, Du bist der Herr von von" scherzo musicale (Scritto per l'arciduca Rodolfo)
- WoO 200: "O Hoffnung", tema di lied (Scritto per l'arciduca Rodolfo)
- WoO 201: "Ich bin bereit…" inizio di una doppia fuga
- WoO 202: "Das Schöne zum Guten" (musikalischer Leitspruch; Rätselkanon) (1823)
- WoO 203: "Das Schöne zu dem Guten" (musikalischer Leitspruch; Rätselkanon) (1825)
- WoO 204:" Holz, geigt die" Quartetto, scherzo musicale, su un "Quartettspielen" di Carl Holz (1825) (apocrifo, composto da Karl Holz).
- WoO 205: 10 Scherzi musicali, tratti da lettere e manoscritti
- WoO 206: Concerto, per oboe ed orchestra [perduto - sopravvivono solo gli abbozzi del movimento lento] (= Hess 12)
- WoO 207: Romanza cantabile per pianoforte, flauto, fagotto ed orchestra - frammento (= Hess 13)
- WoO 208: Quintetto, per oboe, 3 corni e fagotto. [frammento] (= Hess 19)
- WoO 209: Menuetto, in La bemolle maggiore (1790-92) per quartetto d'archi (= Hess 33/88)
- WoO 210: Quartetto per due violini, viola e violoncello "Pencarrow Quartet", scritto per Richard Ford
- WoO 211: Andante per pianoforte. (= Biamonti 52)
- WoO 212: Anglaise per pianoforte. (= Hess 61)
- WoO 213: Quattro Bagatelle per pianoforte. (= Biamonti 283, 282, 284, 275)
- WoO 214: Bagatella (Allegretto) in Do minore (ca. 1795-96, rivisto 1822) per pianoforte. (= Hess 69)
- WoO 215: Fuga a tre voci in Do maggiore (1795) per pianoforte. (= Hess 64)
- WoO 216: Due Bagatelle (Do maggiore, Mi bemolle maggiore) per pianoforte. (= Hess 73, 74)
- WoO 217: Minuetto per pianoforte. (= Biamonti 66)
- WoO 218: Minuetto per pianoforte. (= Biamonti 74)
- WoO 219: Walzer (Ländler, Deutsche) per pianoforte. (= Hess 68)
- WoO 220: "Kriegslied für die verbündeten Heere" Lied per voci ed orchestra con testo di L. Z. Werner (= Hess 123)
- WoO 221: "Herr Graf, ich komme zu fragen" Canone a tre voci (ca. 1797?) su testo originale (= Hess 276)
- WoO 222: Canone a due voci senza testo in La bemolle maggiore (ca. novembre 1803) (= Hess 275/328)
- WoO 223: "Tut auf" Canto a canone a due voci, su testo originale. (= Biamonti 752)
- WoO 224: "Cacatum non est pictum" Canone con testo di G. A. Bürger
- WoO 225: "Großen Dank für solche Gnade" Canone su testo originale (= Hess 303)
- WoO 226: "Fettlümmel, Bankert haben triumphiert" Canone su testo originale (= Hess 260)
- WoO 227: "Esel aller Esel" Canone a due voci su testo originale (= Hess 277)
- WoO 228: "Ah Tobias"  Scherzo musicale (= Hess 285)

### Catalogo Hess
Sono presenti solo le opere non presenti nei cataloghi precedenti.
- Hess 1: Finale originale del primo movimento dell'ottava sinfonia [versione originale, 34 battute]
- Hess 3: 12 Scozzesi per pianoforte od orchestra
- Hess 11: Romanza n. 3 per violino e orchestra (perduta, 1816)
- Hess 15: Concerto n. 6 per pianoforte e orchestra in Re maggiore (1814-15) (primo tempo orchestrato per metà, frammenti del resto; completato da Nicholas Cook)
- Hess 29: Praeludium et Fuge in Mi minore per 2 violini e violoncello (1794-95)
- Hess 30: Preludio e fuga in Fa maggiore per quartetto d'archi (1794-95)
- Hess 31: Preludio e fuga in Do maggiore per quartetto d'archi (1794-95)
- Hess 32: Quartetto d'archi in Fa maggiore; prima versione dell'op. 18 n. 1 (febbraio-aprile 1799)
- Hess 34: Quartetto d'archi in Fa maggiore, dalla sonata per pianoforte in Mi maggiore op. 14 n. 1 (1801-02)
- Hess 35: Trascrizione della fuga in Si minore del I libro del Clavicembalo ben temperato di J.S.Bach per quartetto d'archi (frammento)
- Hess 36: Fuga dall'ouverture di Solomon di Händel, arrangiamento per quartetto d'archi (circa 1798)
- Hess 38: Trascrizione della fuga in Si minore del I libro del Clavicembalo ben temperato di J.S.Bach per 2 violini, viola e 2 violoncelli
- Hess 40: Quintetto d'archi in Re minore (un movimento)
- Hess 46: Sonata per violino e pianoforte (frammenti)
- Hess 48: Allegretto in Mi bemolle maggiore per trio con pianoforte (circa 1790-92)
- Hess 107: "Grenadiermarsch" in Fa maggiore per Flötenuhr (ca. 1798)
- Hess 115: Vestas Feuer, frammento (Emanuel Schikaneder) (1803)
- Hess 118 (include op. 124, WoO 98): Musica per Die Weihe des Hauses di Meisl (1822)
- Hess 133: Das liebe Kätzchen: "Unsa Kaz had Kazln g'habt" (austriaca) (marzo 1820)
- Hess 134: Der Knabe auf dem Berge: "Duart ob'n af'm Beargerl gu gu" (austriaca) (marzo 1820)
- Hess 210: "Fra tutte le pene", quartetto (seconda versione) (1801-03)
- Hess 228: "Salvo tu vuoi lo sposo?", duo (1801-03)
- Hess 230: "Giura il nocchier", quartetto (prima versione) (1801-03)
- Hess 231: "Sei mio ben", duo (1801-03)
- Hess 274: Canone in Sol maggiore (inizio del 1803)

### Catalogo Biamonti
Sono presenti solo le opere non presenti nei cataloghi precedenti.
- Bia 15: "Der Arme Componist" Lied
- Bia 48: Anglaise per pianoforte in sol minore
- Bia 425: Trio con pianoforte in Re maggiore, dalla Sinfonia n. 2 in Re maggiore
- Bia 838: Sinfonia n. 10 in Mi bemolle maggiore (primo movimento, ricostruito da Barry Cooper, frammenti del secondo e del terzo)

### Cataloghi
- Composizioni di Ludwig van Beethoven organizzate per genere
- Catalogo Biamonti
- Catalogo Hess
- Catalogo Kinsky/Halm

### Personaggi
- Ludwig van Beethoven
- Giovanni Biamonti
- Willy Hess
- Georg Kinsky
- Gustav Nottebohm